# Cédric de Bragança
Pour les articles homonymes, voir Bragança.
Cédric de Bragança, né en 1970 à Clermont-Ferrand, est un écrivain, réalisateur et producteur français de télévision.

## Biographie
Diplômé du Centre de formation des journalistes en 1993, il est lauréat du prix TF1-Reportage et intègre la rédaction de TF1 dès sa sortie de l’école.
Rapidement, il se tourne vers la réalisation de documentaires, filmant en immersion ceux qui font battre le coeur de la société française.
En 1999, il crée La Source Production, une société de production, qui va désormais produire chacun de ses films ainsi que ceux d'autres réalisateurs.
En 2012, il ouvre Heven, un concept-store à Boulogne-Billancourt où se mêlent art, mode et design, y présentant le fruit des découvertes réalisées au cours de ses nombreux voyages. En 2014, il ouvre à proximité Heven eat, une cantine bio.
En mars 2022, il sort son quatrième roman Alter ego aux éditions Une seule vie.

## Filmographie
- 1995 : Les Enfants de Mitterrand - 52 min- Arte
- 1995 : Au fil des générations, l'intégration - 26 min- Arte
- 1996 : Vogue le célibat - 105 min- M6
- 1996 : Je change de vie - 110 min- M6
- 1997 : Les Chemins de l’adoption - 120 min- M6
- 1997 : Au cœur des urgences - 95 min- M6
- 1999 : Hôtel Caraïbes - 8 × 26 min- France 3
- 1999 : Graines de violence - 96 min- France 3[5],[6],[7]
- 2000 : La Vie de croisière - 88 min- France 3
- 2000 : Le Petit Cri - court-métrage - 21 min (avec Anne-Élisabeth Blateau)
- 2001 : Deviers-Joncour : combat de femmes - 65 min- TF1
- 2001 : Les Héros de Manhattan - 110 min- France 3
- 2003 : Le Plus Beau des métiers - 104 min- France 3[8]
- 2003 : Cœurs à prendre - 106 min- France 3
- 2004 : Aux marches du palais - 100 min- France 5 et France 3[9],[10],[11]
- 2005 : Hôtel Dieu - 4 × 60 min- France 3[12],[13],[14]
- 2005 : Comme une envie d’ailleurs… - 113 min- France 3[15]
- 2008 : C’est quand le bonheur ? - 6 × 52 min- France 3[16]
- 2009 : Le Procès - 50 min- Planète